# Phlogophora westi
Phlogophora westi là một loài bướm đêm trong họ Noctuidae.